# Cratere Tika
Tika è un cratere sulla superficie di Rea.